# Karins ansigt
Karins ansigt er en svensk dokumentarfilm fra 1986 instrueret af Ingmar Bergman. Den omhandler Bergmans mor, Karin Bergman, som er skildret gennem en række fotografier fra forskellige tidspunkter i hendes liv. Filmen blev optaget i starten af 1980'erne med klavermusik af Bergmans ekskone, Käbi Laretei. Bergman havde sin mor og relationer i barndommen som en tilbagevendende inspiration i sine film gennem hele sit liv, ikke mindst i miniserien Den gode vilje (1992).
Karins ansigt havde premiere den 5. april 1986 og blev senere vist på svensk tv den 29. september samme år. Den fik en nomination for bedste dokumentar ved Chicago International Film Festival.